# Elginia
Elginia es un género extinto de pareiasaurio; un miembro de un grupo de reptiles del Pérmico tardío.

Elginia era un pareiasaurio de pequeño tamaño, con unos 6 dm de largo, con los fósiles encontrados en Elgin en Escocia. Su cabeza estaba cubierta de espinas, con el par más largo de crecimiento de la parte posterior del cráneo. Estos picos fueron probablemente utilizados como exhibición sexual.

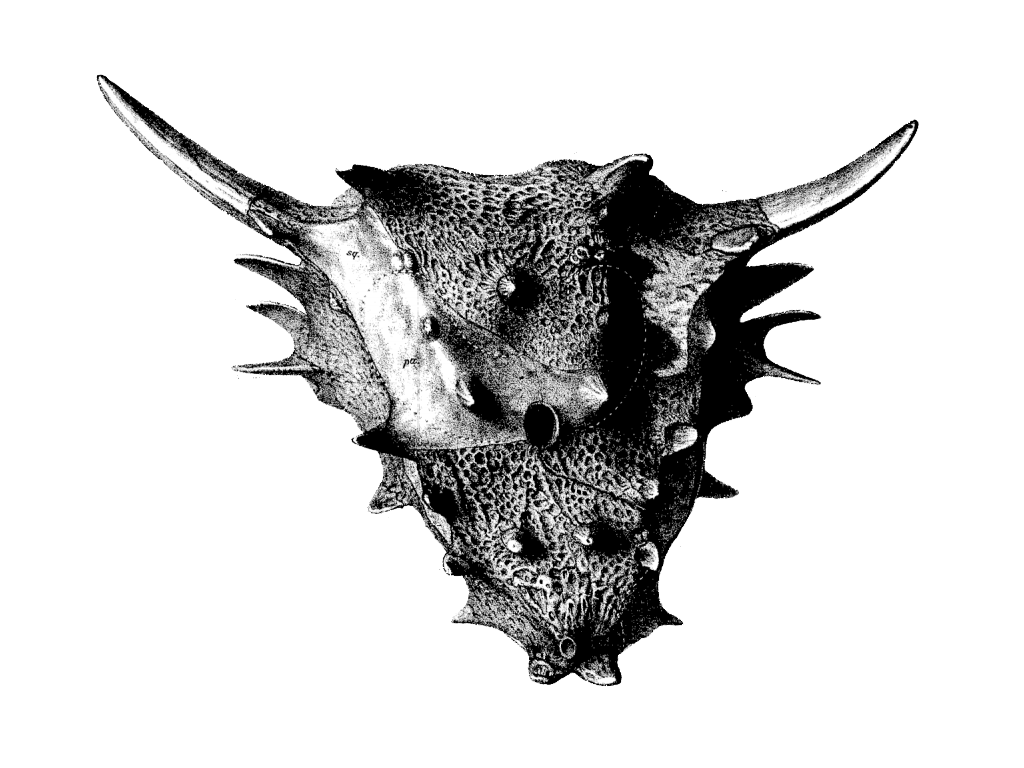
Cráneo de Elginia mirabilis.
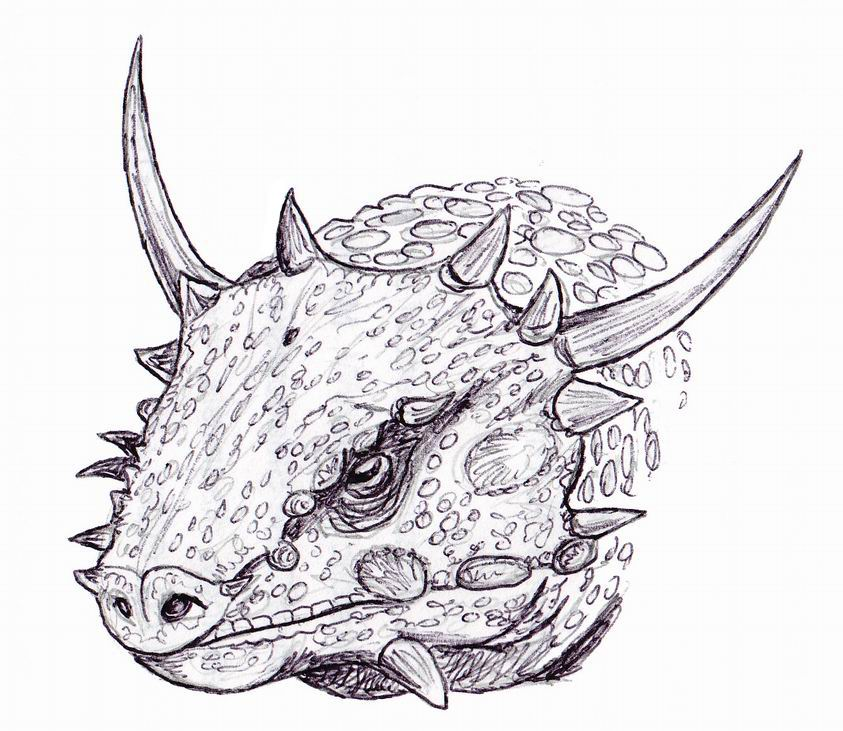
Reconstrucción artística de la cabeza de Elginia.